# Il était une fois (film, 2007)
Pour les articles homonymes, voir Il était une fois.
Série Il était une fois
Il était une fois 2
(2022)
Pour plus de détails, voir Fiche technique et Distribution.
Il était une fois (Enchanted) est un film américain réalisé par Kevin Lima et sorti en 2007.
Produit et distribué par Walt Disney Pictures, en association avec Barry Sonnenfeld et Josephson Entertainment, le film est écrit par Bill Kelly. Il met en vedette Amy Adams, Patrick Dempsey, James Marsden, Timothy Spall, Idina Menzel, Rachel Covey et Susan Sarandon. L'intrigue se concentre sur Giselle, un archétype des Princesses Disney, qui se trouve forcée de quitter son monde de dessin animé traditionnel d'Andalasia pour se retrouver dans le monde des humains à New York.
Le film est à la fois un hommage et une auto-parodie des classiques d'animation de Disney, faisant référence à des œuvres passées et futures grâce à une combinaison de prises de vues réelles, de l'animation traditionnelle et de l'imagerie générée par ordinateur. Il annonce le retour de l'animation traditionnelle dans un long-métrage de Disney après la décision de l'entreprise de faire entièrement des films d'animation par ordinateur en 2004. Le compositeur Alan Menken et le parolier Stephen Schwartz, qui avait écrit des chansons pour des précédents films de Disney, ont produit les chansons du film, avec Menken composant la partition.
Il était une fois sort en salles le 21 novembre 2007 aux États-Unis et le 28 novembre 2007 en France. Il remporte à la fois un succès critique et commercial, obtenant plusieurs nominations aux Oscars et aux Golden Globes, notamment pour la prestation d'Amy Adams dans la catégorie meilleure actrice dans une comédie ou un film musical.

## Synopsis
Dans le monde animé de contes de fées d'Andalasia, Narissa, reine cruelle et corrompue aux talents de sorcellerie, protège à tout prix son trône, sur lequel son beau-fils, le prince Edward, montera une fois qu'il aura trouvé son grand amour et se mariera. Nathanaël, son fidèle servant, distrait le prince en l'emmenant régulièrement à la chasse aux trolls. Giselle, une belle jeune fille vivant dans la forêt avec ses amis animaux, rêve de rencontrer un prince et de vivre une fin heureuse.
Un jour, pendant que Giselle et ses amis animaux construisent une statue à l'égérie du prince qu'elle a vu en rêve, Edward l'entend chanter et part à sa recherche, malgré la poursuite d'un troll relâché par Nathanaël. Edward arrive au secours de Giselle et ils tombent instantanément amoureux.
Le lendemain, le mariage est déjà organisé. Narissa, sous les traits d'une vieille femme, intercepte Giselle sur son chemin vers l'autel et la pousse dans un puits enchanté qui la transporte dans le monde réel, à Times Square, dans l'arrondissement de Manhattan, à New York. Effrayée et confuse dans ce monde qu'elle ne connaît pas, Giselle se retrouve bientôt perdue et sans domicile. Pendant ce temps, Robert, père célibataire et avocat spécialisé dans les divorces, se prépare à demander en mariage sa petite amie Nancy. Pendant leur retour chez eux, Robert et sa fille Morgan rencontrent Giselle. Malgré lui et avec l'insistance de sa fille qui la croit vraiment princesse, Robert laisse Giselle passer la nuit dans son appartement.
Le lendemain matin, Edward et Pip, un tamia ami de Giselle, arrivent dans le monde réel : Pip, devenu un animal réel, ne parle plus et ne peut communiquer que par couinements. Narissa envoie ensuite Nathanaël dans le monde réel pour suivre et empêcher Edward de retrouver Giselle. Elle lui apparaît et lui donne trois pommes empoisonnées ou une bouchée fait tomber une personne dans un profond sommeil et mourra à minuit. Pip apprend ce complot et tente de prévenir à plusieurs reprises Edward mais ce dernier interprète mal ce qu’il dit et Nathanaël l’enferme à plusieurs reprises. Pendant ce temps, Giselle appelle en chantant des pigeons, des rats et des cafards pour nettoyer l'appartement de Robert. Nancy arrive et part en voyant Giselle, pensant que Robert lui a été infidèle. Robert est d'abord énervé à l'idée de passer la journée avec Giselle qui ne connaît pas la ville, mais elle parvient à réconcilier le couple en envoyant à Nancy des fleurs ainsi qu'une invitation pour un bal costumé au Woolworth Building.
Edward finit par retrouver Giselle à l'appartement de Robert. Tandis qu'Edward a hâte de retourner à Andalasia et de se marier, Giselle suggère qu'ils devraient apprendre à se connaître lors d'un rendez-vous, au cours duquel elle promet de suivre Edward à Andalasia après le bal costumé. Narissa arrive dans le monde réel et décide de tuer Giselle elle-même après deux échecs de la part de Nathanaël. Au bal, Robert et Giselle dansent ensemble et réalisent leur attirance envers l'autre. Giselle et Edward se préparent à partir, mais Narissa, sous la forme d'une vieille femme, offre la dernière pomme empoisonnée à Giselle, lui promettant que cela effacerait ses souvenirs de ce monde. Giselle, qui est triste de quitter Robert, croque la pomme, tombe inconsciente et est plongée dans un sommeil profond pour quelques minutes avant de mourir.
Narissa tente de s'échapper avec le corps de Giselle mais est confrontée par Edward. Nathanaël, réalisant que Narissa ne lui a jamais accordé d'importance, révèle son plan. Robert se rend compte que le baiser du prince charmant est la seule force permettant à Giselle de se réveiller. Edward embrasse Giselle mais elle ne se réveille pas. Edward et Nancy ordonnent à Robert d'embrasser Giselle, ce qui la réveille. Furieuse, Narissa se transforme en dragon et prend Robert en otage. Giselle prend l'épée d'Edward et suit Narissa en haut du building. Avec l'aide de Pip, Narissa tombe du building et explose en poussière magique au sol. Robert tombe également mais est rattrapé par Giselle. Le roi Marth dit à Giselle qu'il est fière d'elle, il pensa alors ce qu'elle epouse ce jeune homme elle-même. Ils s'embrassent de nouveau sur le toit.
Edward et Nancy finissent par tomber amoureux et repartent à Andalasia ; Nathanaël reste à New York et Pip retourne à Andalasia, où ils écrivent tous deux des autobiographies à succès sur leur expérience dans le monde réel ; Giselle ouvre une ligne de vêtements et forme une famille heureuse avec Robert et Morgan à New York.

## Fiche technique
- Titre original : Enchanted
- Titre français : Il était une fois
- Réalisation : Kevin Lima, Lisa Keene (animation)
- Scénario : Bill Kelly
- Storyboard : Troy Quane (responsable du storyboard)
- Musique : Alan Menken
  - Compositeur des chansons : Alan Menken
  - Parolier des chansons : Stephen Schwartz
  - Supervision de la musique : Drawn Soler
- Directeur de la photographie : Don Burgess
- Distribution des rôles : John Papsidera et Marcia Ross
- Direction artistique : John Kasarda
- Création des décors : Stuart Wurtzel
  - Décors de plateau : George DeTitta Jr.
- Costumes : Mona May
- Montage : Gregory Perler et Stephen A. Rotter
- Production : Barry Sonnenfeld et Barry Josephson
  - Producteurs exécutifs : Chris Chase, Sunil Perkash et Ezra Swerdlow
  - Producteurs associés : Susan Ringo et Doug Short
  - Producteur d'animation : Ron Rocha
- Société de production : Walt Disney Pictures, Andalasia Productions, Josephson Entertainment et Right Coast Productions
- Distributeur : Walt Disney Studios Home Entertainment (États-Unis), Walt Disney Studios Motion Pictures International (France)
- Tournage : du 17 avril à août 2006 dans l'État de New York
- Budget : 85 000 000 $US[1]
- Format : son SDDS - Dolby Digital - DTS - Tourné en 1.85:1, 2.35:1, en 35 mm et Couleur (Technicolor)
- Genres : comédie romantique, animation, musical, aventures, fantastique
- Langue originale : anglais
- Pays de production :  États-Unis
- Durée : 107 minutes
- Dates de sortie[2] :
  - États-Unis : 21 novembre 2007
  - France : 28 novembre 2007
- Classification :
  - France : tous publics (visa d'exploitation no 119144 délivré le 16 novembre 2007)[3]

## Distribution

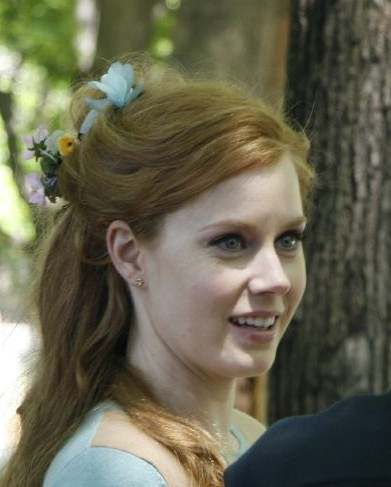
Amy Adams, le 22 mai 2006 à New York, lors du tournage du film.

- Amy Adams (VF : Valérie Siclay (dialogues) / Rachel Pignot (chants) ; VQ : Éveline Gélinas) : Giselle
- Patrick Dempsey (VF : Damien Boisseau ; VQ : Daniel Picard) : Robert Philip
- James Marsden (VF : Pierre Tessier ; VQ : Martin Watier) : Prince Edward
- Timothy Spall (VF : Michel Papineschi ; VQ : Guy Nadon) : Nathanaël
- Idina Menzel (VF : Véronique Desmadryl ; VQ : Catherine Hamann) : Nancy Tremaine
- Rachel Covey (VF : Camille Timmerman ; VQ : Ambre Foubert) : Morgan Philip
- Susan Sarandon (VF : Frédérique Tirmont ; VQ : Claudine Chatel) : reine Narissa
- Jodi Benson (VF : Dominique Westberg ; VQ : Michèle Lituac) : Sam, la secrétaire de Robert
- Danny Mastrogiorgio (VF : Marc Alfos) : Jerry
- William Huntley (VF : Jean-Loup Horwitz) : Grincheux
- Julie Andrews (VF : Brigitte Virtudes ; VQ : Michèle Lituac) : la narratrice (voix)
- Jeff Bennett (VF : Emmanuel Garijo ; VQ : Hugolin Chevrette) :  Pip en Andalasia (voix)
- Kevin Lima : Pip à New-York (voix)
- Emma Rose Lima : Oiseau bleu, Faon, Rapunzel (voix)
- Teala Dunn : Lapin
- Fred Tatasciore (VF : Philippe Catoire) : le Troll (voix)
- John Stephenson (VF : Patrice Dozier) : le prêtre au mariage (voix)
- Courtney Williams : Vendeur de lunettes de soleil dans la rue
- Samantha Svers : Angie
- Elizabeth Mathis : Tess
- Edmund Lyndeck : le vieil homme abandonné
- Tonya Pinkins (VF : Annie Millon) :  Phoebe Banks
- Isiah Whitlock Jr (VF : Paul Borne) : Ethan Banks
- Tibor Feldman (en) : Henri
- Matt Servitto : Arty
- John Rothman : Carl
- Marlon Saunders : le chanteur de Calypso
- Paul Klementowicz : le patron du Katz Deli
- Michaela Conlin : Mai
- Cathleen Trigg : Mary Ilene Caselotti
- Paige O'Hara : Angela
- Margaret Travolta : la radio thérapeute
- Tony Machine : Chef
- Harvey Evans : Danseur
- Jon McLaughlin (VF : Pascal Lafarge) : Chanteur dans la salle de Bal

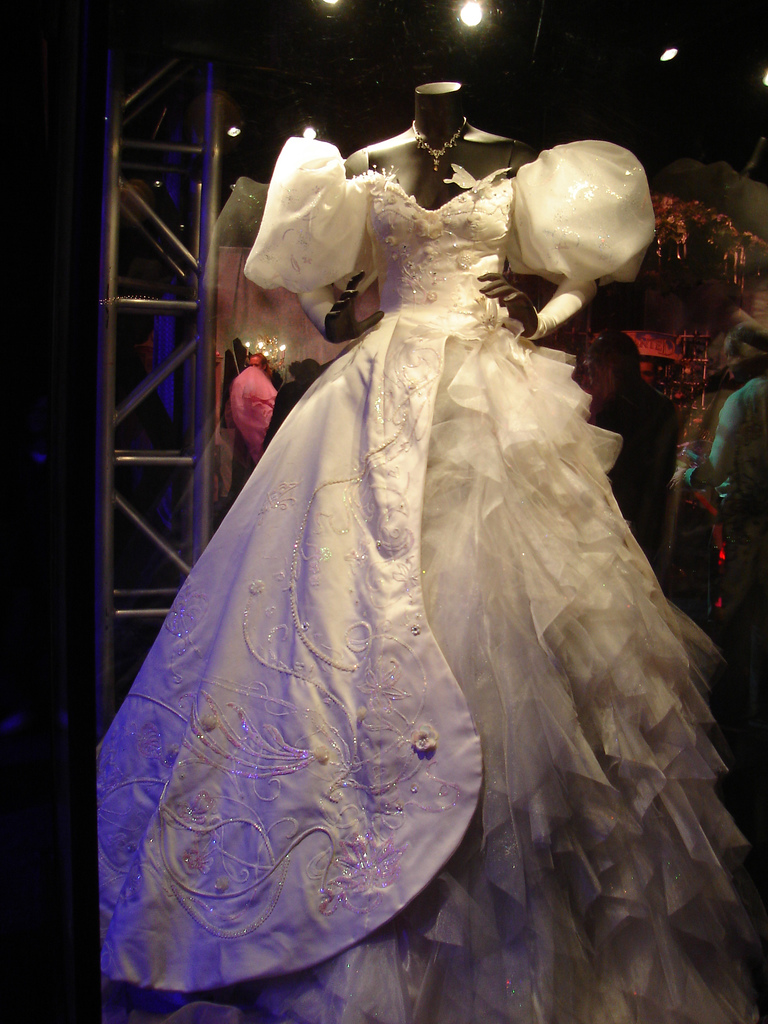
La robe de mariage de Giselle au El Capitan Theatre.

## Bande originale
La bande originale du film, intitulée Enchanted (titre original du film), est sortie sous le label Walt Disney Records le 20 novembre 2007. Aux États-Unis, le disque s'est classé en 39e position du Billboard 200 et en 5e position du Top Soundtracks et à la 48e position du Top Digital Albums.

### Chansons du film
- Un baiser (True Love's Kiss) - Giselle et Edward
- Travailler bien en chantant (Happy Working Song) - Giselle
- Comment savoir (That's How You Know) - Giselle, un chanteur et les visiteurs du parc
- Si près (So Close) - un chanteur au bal
- Ever Ever After - Carrie Underwood

## Distinctions

### Récompenses
- 2007 : Phoenix Film Society Awards- Critics Choice Awards : Meilleur film familial (en battant Harry Potter et l'Ordre du phénix).
- 2007 : Saturn Award du meilleur film fantaisie- musical ou familial.
- 2008 : Saturn Award de la meilleure actrice (Amy Adams)
- 2008 : Saturn Award de la meilleure bande sonore (Alan Menken)
- 2008 : Golden Trailer Award : Meilleure animation / Meilleur film familial
- 2009 : Teen Choice Awards : Meilleure méchante (Susan Sarandon)

### Nominations
- 2008 : Oscar de la meilleure chanson originale (Happy Working Song, So Close et That's How You Know) (écrites par Alan Menken et composé par Stephen Schwartz).
- 2008 : Golden Globe de la meilleure chanson originale (That's How You Know)
- 2008 : Golden Globe de la meilleure actrice dans un premier rôle (Amy Adams)
- 2008 : Motion Pictures : Meilleure film de comédie ou comédie musicale
- 2009 : Critics Choice Awards : Meilleur compositeur (Alan Menken)
- 2009 : Critics Choice Awards : Meilleure chanson (That's How You Know)
- 2009 : Satellite Awards : Meilleure actrice de comédie- comédie musicale (Amy Adams)
- 2009 : Satellite Awards : Meilleurs effets visuels (Thomas Schelesny, Matt Jacbos et Tom Gibbons)
- 2009 : Visual Effects Society : Meilleure animation (Tom Gibbons, James W. Brown et David Richard Nelson) (pour le tamia animé Pip)
- 2009 : Costume Designers Guild Awards : Plus belle robe (celle de Giselle pour son mariage) (Mona May)
- 2009 : Golden Reel Award : Meilleur montage sonore (Kenneth Karman, Jeremy Raub et Joanie Diener)
- 2009 : MTV Movie Awards : Meilleure interprétation féminine / Meilleure performance comique (Amy Adams)
- 2009 : MTV Movie Award : Plus beau baiser (Amy Adams et Patrick Dempsey)
- 2009 : Teen Choice Awards : Meilleure actrice de comédie (Amy Adams)
- 2009 : Teen Choice Awards : Meilleur acteur de comédie (James Marsden)
- 2009 : Grammy Awards : Meilleures chansons écrites (Ever Ever After et "That's How You Know) (Alan Menken et Stephen Schwartz)

## Sorties cinéma
- Royaume-Uni : 20 octobre 2007 (Festival du film de Londres) • 14 décembre 2007
- Italie : 27 octobre 2007 (RomaCinemaFest)
- États-Unis : 17 novembre 2007 (première à Hollywood) • 21 novembre 2007
- Canada : 21 novembre 2007
- France : 28 novembre 2007
- Belgique : 19 décembre 2007

## Sorties vidéo
- États-Unis : 18 mars 2008
- France : 28 mai 2008[6]

## Production
Les producteurs du film ont confié la réalisation à Kevin Lima, connu pour avoir réalisé des films produits par Disney comme Tarzan (avec Chris Buck), Dingo et Max (son premier long-métrage animé) et Les 102 Dalmatiens (car il « était non seulement un inconditionnel du genre, mais aussi un réalisateur capable de jongler avec la technique de l'animation comme avec la prise de vues réelles. ».
Le réalisateur fait appel aux services de Lisa Keene pour diriger l’animation du film.
Pour le rôle de Giselle, Amy Adams fut la 275e des actrices auditionnées pour l'incarner. De plus, quand elle est venue passer le casting, le réalisateur Kevin Lima était malade et peu disposé à la recevoir. Et pourtant, l'audition a passé de 15 à 45 minutes. La jeune femme était alors inconnue des membres de l'équipe, mais elle les a séduit par sa facilité à jouer les naïves naturellement. Elle sera choisie pour incarner l'héroïne principale. À l'époque du tournage du film, Amy Adams était une habituée des seconds rôles, qui s'est fait connaître de la critique et des festivals avec le film Junebug, pour lequel elle obtint un rôle principal important en incarnant une jeune femme enceinte. Sa prestation fut remarquée et elle eut droit à des critiques élogieuses, une nomination aux Oscars et au prix spécial du jury au Festival de Sundance.
En plus des parodies des films Disney, l'équipe du film a fait appel à quelques « voix » de princesses de Disney. Ainsi, Jodi Benson, voix d'Ariel dans La Petite Sirène, joue l'assistante de Robert, Paige O'Hara, voix de Belle dans La Belle et la bête, incarne quant à elle une actrice dans un soap opera et Judy Kuhn, voix chantée de Pocahontas, interprète une femme au foyer rencontrant Edward trop tard.

## Accueil

### Accueil critique
Il était une fois a reçu aux États-Unis ou pays anglophones de grands critiques positifs, récoltant 93 % d'avis positifs au All Critics sur le site Rotten Tomatoes, sur la base de 190 commentaires et une note moyenne de 7,3⁄10 et 91 % d'avis favorables au Top Critic basé sur 34 commentaires et une note moyenne de 7,4⁄10 et une moyenne de 75⁄100 sur le site Metacritic sur la base de 32 commentaires. Rotten Tomatoes a classé le long-métrage neuvième des meilleurs films de l'année 2007 et est nommé meilleur film familial de 2007.
Les critiques font notamment l'éloge des numéros musicaux et de la performance de l'actrice Amy Adams. Roger Ebert, critique réputé du Chicago Sun-Times, l'a noté 3 étoiles sur 4, qualifiant le film de « comédie [...] légère et enjouée ». Les critiques de cinéma de Variety et LA Weekly a fait remarquer sur la capacité du film pour répondre à tous les âges. Rolling Stone, Premiere, USA Today et le Boston Globe a donné le film tous les trois sur quatre, tandis que Baltimore Sun a donné au film une note B. Ils ont cité que, bien que l'histoire est relativement prévisible, la manière dont la prévisibilité du film est partie de l'histoire, mais la façon dont Disney se moque de sa ligne traditionnelles de films, l'emporte sur le tout. Mais Time a donné au film un C- et The Guardian lui attribue 2⁄5.
Amy Adams a obtenu des commentaires favorables pour son rôle, qui l'a fait devenir la star montante du cinéma. Sa capacité à chanter fait l'éloge des critiques, assimilant son interprétation à celle de Julie Andrews dans Mary Poppins. De même, les critiques de cinéma Richard Roeper et Michael Phillips, qui a donné le film des commentaires positifs, a souligné l'incidence sur les performances d'Adams sur le film avec des remarques comme « Amy Adams est ce film "et" Amy Adams montre comment faire fonctionner un cliché comique comme par magie. »
En France, la critique reste positive, notamment Le Figaroscope, qui note que « l'idée de départ [...] est follement ingénieuse et tient ses promesses jusqu'au bout », Elle, disant que « c'est à la fois Blanche-Neige, Cendrillon et la Belle au bois dormant, mais en beaucoup plus drôle. ». Le Parisien le trouve à la fois « hilarant et touchant » et Télé 7 Jours ajoute qu'il est « original et rafraîchissant ». Metro écrit que « Disney signe un conte musical touchant et plein d'autodérision. Et comme souvent, produit un film pour les grands enfants que nous sommes ». Cependant, si le magazine Première trouve qu'« au final, [le film est] une bluette plus drôle que cucul », Télérama se montre plus sceptique : « "Il était une fois" est la grosse meringue de Noël des studios Disney ».

### Box-office
- Mondial : 340 487 652 $US[1]

dont  États-Unis : 127 807 262 $US
- France : 2 799 204 entrées[13]

dont Paris : 672 314 entrées